# Playback (filme)
Playback (bra: De Volta ao Terror) é um filme estadunidense de 2012, dos gêneros terror e suspense, escrito e dirigido por Michael A. Nickles.
A pré-produção do filme, que é produzido por John M. Bennett e Lawrence Robbins, começou em junho de 2010, em Grand Rapids, Michigan. O elenco é composto por Toby Hemingway, Alessandra Torresani, Ambyr Childers, Johnny Pacar, Christian Slater, Jonathan Keltz e Jennifer Missoni.

## Sinopse
Turma de estudantes resolvem investigar um misterioso crime para apresentar num projeto da escola. Claro que isso vai dar errado.

## Elenco
- Johnny Pacar
- Toby Hemingway
- Ambyr Childers
- Jennifer Missoni
- Jonathan Keltz
- Alessandra Torresani
- Christian Slater
- Luke Bonczyk
- Matt Braaten
- Dorien Davies
- Brian Erickson
- Bernard McConnell
- Mark Metcalf
- Daryl Mitchell
- Kenny Stevenson
- Lisa Jane Todd
- Jana Veldheer
- Stephanie Webb
- Melanie Fawn
- Abe Larkin
- Benjamin Michael Marsh
- Daniel Overton
- David Roetman
- Gerald Stewart
- Jake Strunk